# Carolina Stramare
Carolina Stramare (Gênova, 27 de janeiro de 1999) é uma modelo italiana. Em setembro de 2019 foi eleita a 79ª Miss Itália.

## Biografia
Nascida em Gênova em 1999, transferiu-se em em Vigevano, onde se formou no Liceu Linguistico.
Frequentou a Academia de Belas Artes de Sanremo, com formação gráfica, e iniciou uma carreira como modelo trabalhando, entre outros, com Philipp Plein, Colmar e Tezenis.
Carolina participou na 78ª edição do concurso Miss Itália com a faixa de Miss Lombardia, de que ganhou o título no verão de 2019.
Ela dedicou sua vitória á sua mãe, que faleceu de cáncer em 2018.